# Jan Camiel Willems
Jan Camiel Willems (* 18. September 1939 in Brügge; † 31. August 2013) war ein belgischer mathematischer Systemtheoretiker.
Willems studierte an der Universität Gent und der University of Rhode Island und wurde 1968 am Massachusetts Institute of Technology (MIT) bei Roger W. Brockett in Elektrotechnik promoviert (Nonlinear harmonic analysis). Danach war er dort bis 1973 Assistant Professor und ab 1973 Professor für System- und Kontrolltheorie an der Universität Groningen, an der er 2003 emeritiert wurde. Danach war er Gastprofessor an der Katholischen Universität Löwen.
1972 führte er das Konzept dissipativer dynamischer Systeme in die Systemtheorie ein und entwickelte in den 1990er Jahren einen von ihm Behavioral Approach genannten Zugang zur System- und Kontrolltheorie.
Willems war Herausgeber des SIAM Journal of Control and Optimization und von Systems & Control Letters.
Er war Vorsitzender der Wiskundig Genootschap. Er war Fellow des IEEE, der American Mathematical Society, der SIAM und der International Federation of Automatic Control. Er war Ehrendoktor in Lüttich (2010).

## Schriften
- mit J. Polderman: Introduction to Mathematical Systems Theory, Springer Verlag 1998
- Dissipative dynamical systems, 4 Teile, Séminaires IRIA, Analyse et Contrôle de Systèmes, IRIA, Rocquencourt 1972
- The behavioral approach to open and interconnected systems: Modeling by tearing, zooming, and linking, IEEE Control Systems Magazine, Band 27, 2007, S. 46–99
- In Control, almost from the beginning to the day after tomorrow, European Journal of Control, Band 13, 2007, 71–81